# Joseph M. Reagle Jr.

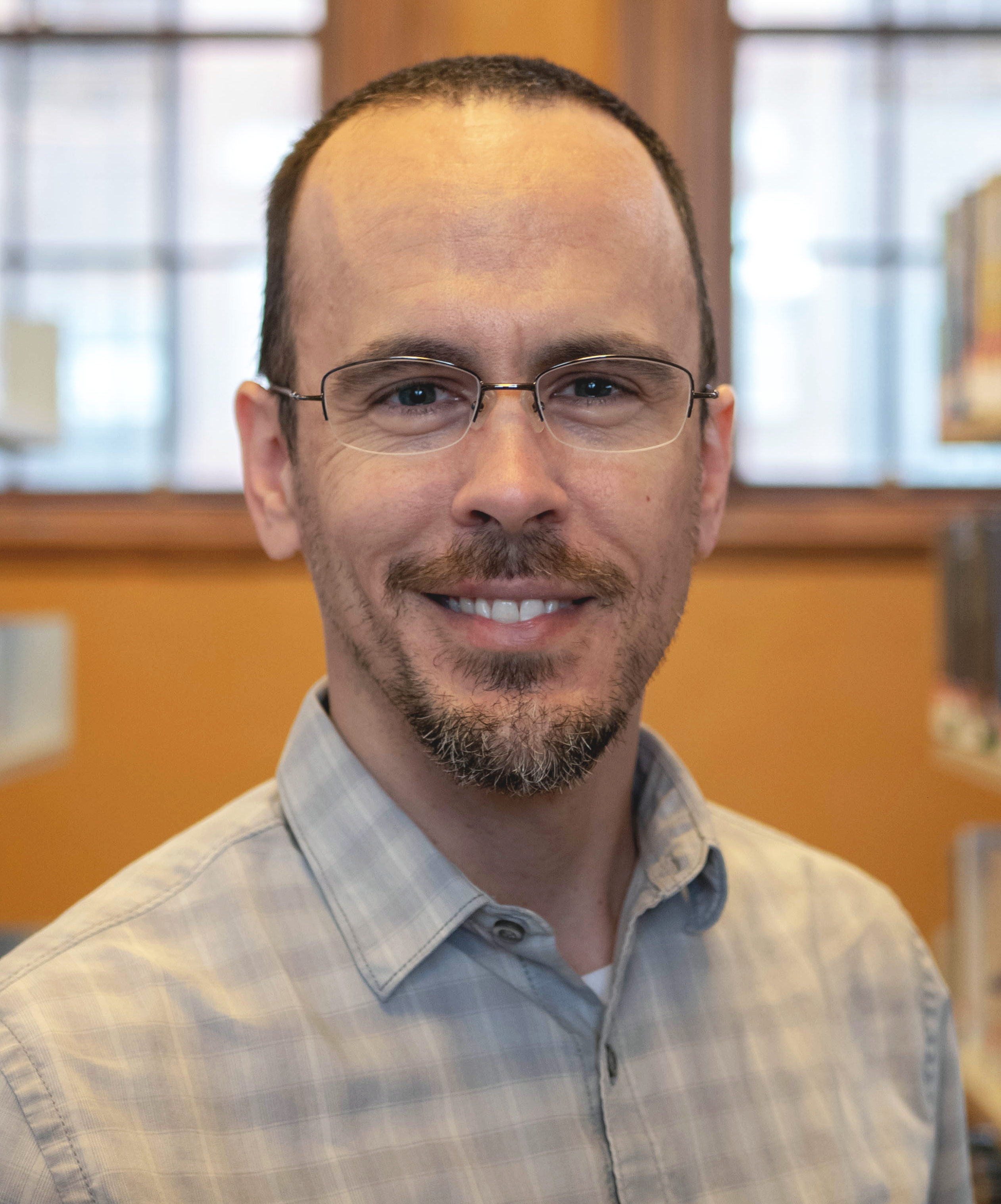
Joseph Michael Reagle Jr

Joseph Michael Reagle Jr – amerykański wykładowca oraz autor licznych prac poświęconych technologii oraz Wikipedii. Jest Asystentem Profesora na wydziale Communication Sudies na Northeastern University. Fakultatywnie wykłada także w Berkman Center for Internet and Society na Harvard University.

## Praca
Reagle przez długi czas był członkiem World Wide Web Consortium. Jego rozprawa doktorska dotyczyła Wikipedii oraz jej edytowania, którą określił mianem stygmergii (stigmergy). Stygmergia jest to mechanizm pośredniej komunikacji pomiędzy agentami i czynami. Jeżeli w środowisku, w którym zachodzi synergia odbędzie się akcja, stymuluje ona następną akcję pobudzaną tym samym lub innym czynnikiem.
W 2002 roku Reagle znalazł się na liście TR35, która przedstawia 35 najbardziej obiecujących pionierów poniżej 35 roku życia, publikowaną przez magazyn Technology Review.
W 2011 roku opublikował wspólnie z Lauren Rhue artykuł, dotyczący gender na Wikipedii. W celu wyszukania artykułów na temat kobiet, wpisywali zaimki typu gender w wyszukiwarkę. Znalezione publikacje porównywali i różnicowali z tego typu tekstami pochodzącymi z innych encyklopedii.

### Książki
- Good Faith Collaboration (2012)
- Reading the Comments (2015)

### Czasopisma
- "Gender Bias in Wikipedia and Britannica" (2011), International Journal of Communication, with Lauren Rhue
- "Open Content Communities" (2004), M/C Journal

### Artykuły oraz rozdziały w książkach
- "Eskimo Snow and Scottish Rain: Legal Considerations of Schema Design" (1999), W3C
- "Revenge Rating and Tweak Critique at Photo.net" (2014), Online Evaluation of Creativity and the Arts, chapter 2
- "Is the Wikipedia Neutral?" (June 2005)